# Cantonul Cossé-le-Vivien
Cantonul Cossé-le-Vivien este un canton din arondismentul Château-Gontier, departamentul Mayenne, regiunea Pays de la Loire, Franța.

## Comune
- La Chapelle-Craonnaise
- Cosmes
- Cossé-le-Vivien (reședință)
- Cuillé
- Gastines
- Laubrières
- Méral
- Peuton
- Quelaines-Saint-Gault
- Saint-Poix
- Simplé